# De vera religione

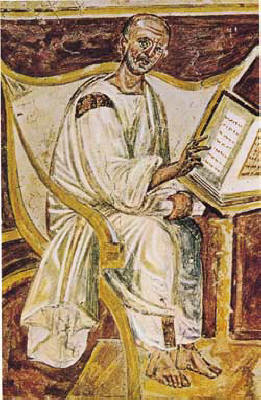
Augustinus, Fresko im Lateran, Rom

De vera religione (lateinisch „Über die wahre Religion“) ist ein Werk des christlichen Autors Augustinus von Hippo und zählt zu seinen Frühschriften. Er schrieb sie im Jahre 390, drei Jahre nach seiner Bekehrung.  

## Hintergrund
In De vera religione verarbeitet Augustinus seinen Bruch mit dem Manichäismus und seine Bekehrung zum Christentum. Er will seine Entscheidung vor seinem Gönner Romanianus rechtfertigen. Zur Darstellung der christlichen Theologie macht er sich die Lehre des Neuplatonismus zu Nutze. Gleichzeitig zeigt er aber auch die Grenzen der neuplatonischen Philosophie auf und entwickelt aus der Lehre vom rechten Gottesbild die Praxis des wahren Kultes. Zur Entstehungszeit von De vera religione hatte Augustin noch keinerlei kirchliches Amt.

## Inhalt
„Den Zugang zu einem guten und glückseligen Leben eröffnet allein die wahre Religion, welche nur einen Gott verehrt“. (I.1) So beginnt Augustin sein Werk. Im einleitenden Teil setzt er sich mit der Lehre der Platoniker und Manichäer auseinander. Die Neuplatoniker sieht er der christlichen Lehre sehr nahe, bemängelt aber ihre Inkonsequenz. So lehren sie zwar das Eine als am höchsten und als Ursprung allen Seins, können dies aber nicht in die Praxis des Kultes übertragen: Sie verehren die heidnischen Gottheiten. Ihre Kultpraxis entbehrt der Kongruenz mit der Lehre und so auch jeglicher Wahrheit. Sokrates und Plato haben zwar den richtigen Weg eingeschlagen, konnten aber ihre Lehre nicht zu den Menschen tragen, um so eine wahre Religion zu praktizieren. Erst durch Jesus Christus wurde dieser Schritt vollzogen.
Trotz der Ablehnung jedweden Götzendienstes betont Augustin ausdrücklich: Alles Sein und damit alles Seiende ist gut, denn es ist vom wahren Gott, der zuhöchst seiend ist. Schlechtes und Übles ist nur defizitär, insofern es weniger Sein hat, dem Tod zugewandt ist. Es gibt also nichts an sich Böses. 
Der Mensch kann nur zum Glück gelangen, insofern er sich dem höchsten Sein, Gott zuwendet. Sündigt er, so geschieht dies in freiem Willen, sich von Gott abzuwenden und dem Tod zuzuneigen. 
Im Geiste dieser Freiheit geschieht die Verehrung Gottes. Augustinus stellt das Judentum hier als Gegenbeispiel dar: Sie verehren Gott, um sich so ein sorgloses irdisches Leben zu „erkaufen“. Der Preis für dieses Leben ist die Einhaltung der Gesetze, die JHWH ihnen im Alten Bund auferlegt hat. Im Bund des Neuen Testamentes steht der Mensch in Freiheit vor Gott. Gott will nicht um der irdischen Güter willen verehrt werden, sondern um seiner selbst wegen. So findet der Kult seine Erfüllung in der Begegnung mit Gott. 
Für Augustinus gilt: Die Sorge um das leibliche Wohl bringt den Menschen nur um seine Glückseligkeit. Er ruft dazu auf, sich vom Niedrigen, vom Irdischen abzuwenden und die Suche nach Gott als dem Höchsten in den Mittelpunkt unseres Lebens zu stellen. 
Augustinus stellt nun die Frage, wie weit die Vernunft vom Sichtbaren zum Unsichtbaren vordringen kann. Er bemerkt, dass der Geist über die Sinne und das Irdische zu urteilen vermag und zieht daraus den Schluss, dass die Vernunft allem Vergänglichen überlegen ist. Das Kriterium des Urteils der Vernunft ist wahre Gleichheit und Einheit, also Wahrheit. Die Wahrheit, so erkennt Augustinus, kann nicht irren und ist so über den Geist erhoben, der irren kann. Gott und die Wahrheit sind ein und dasselbe; nur er kann über uns urteilen. Wahrheit und also auch Gott kann nur der Geist erkennen.
In diesem Punkt kann Augustinus dem Neuplatonismus nicht mehr folgen. Denn in der neuplatonischen Theurgie wird der Mensch in der Gottesbegegnung als passiv begriffen. Eine intellektuelle Gotteserfahrung ist dem Neuplatoniker unmöglich. Der Geist wird nur auf diese Begegnung vorbereitet, er kann Gott nie von sich aus erreichen. Dies führt zum Postulat zweier Wahrheiten: die des menschlichen Erkennens und die der göttlichen Werke. Der Neuplatoniker kann also das, was er verehrt, nicht mehr verstehen. Für Augustinus sind aber nur jene Kultelemente heiligend, die der Vollziehende auch versteht.
Das kultische Verhalten sieht Augustinus als zur menschlichen Vernunft gehörig an. Er kann daher auch nicht die atheistische These gelten lassen, nach der der Mensch nichts verehrt. Denn der Mensch verehrt immer etwas, indem er sich von etwas Seligkeit und Glück erhofft. So läuft der Atheist Gefahr dem Zeitlichen zu verfallen.
Das Vergängliche aber ist nicht der Verehrung des Menschen würdig, denn es ist von niedrigerem Sein als seine Vernunft. Diese kann überall, auch im Niedrigen, Wahrheit erkennen, denn alles ist von Gott. Er ist es, durch den wir urteilen und so können wir ihn auch in jedem Urteil finden. 
Die Wahrheit steht über dem Menschen, sie kann ihm aber nicht entzogen werden, außer er wendet sich von ihr ab. Durch die Verehrung der Wahrheit wird der Mensch unbesieglich. Durch sie wird der Mensch in Gott frei. Gott ist das Licht, in dessen Schein der Mensch zur Erkenntnis gelangt. Wahrheit kennt weder Zeit noch Raum, sondern ermöglicht beide. Sie ist also kein privates Gut.
Insofern sie Objekt der Lehre und Praxis des Christentums ist, kann in seiner Lehre die wahre Religion gesehen werden.

## Ausgaben
- De vera religione. Über die wahre Religion (Latein/Deutsch), herausgegeben und übersetzt von Wilhelm Thimme mit einem Nachwort von Kurt Flasch. Reclam, Stuttgart 1986, ISBN 978-3-15007971-3
- De vera religione – Die wahre Religion, herausgegeben und eingeleitet von Josef Lössl, Schöningh, Paderborn 2007 (Augustinus Opera. Werke, Band 68), ISBN 978-3-506-75615-2